# Pendleton (New York)
Pendleton è un comune degli Stati Uniti d'America, situato nello stato di New York, nella contea di Niagara.